# Ligue de diamant 2011 - 100 m haies
L'épreuve du 100 mètres haies féminin de la Ligue de diamant 2011 se déroule du 6 mai au 16 septembre 2011. La compétition fait successivement étape à Doha, Rome, New York, Lausanne, Birmingham et Monaco, la finale ayant lieu à Bruxelles peu après les Championnats du monde de Daegu.

## Calendrier
| Date              | Meeting                         | Ville      | Pays        |
| ----------------- | ------------------------------- | ---------- | ----------- |
| 6 mai 2011        | Qatar Athletic Super Grand Prix | Doha       | Qatar       |
| 26 mai 2011       | Golden Gala                     | Rome       | Italie      |
| 11 juin 2011      | Meeting de New York             | New York   | États-Unis  |
| 30 juin 2011      | Athletissima                    | Lausanne   | Suisse      |
| 10 juillet 2011   | Aviva Birmingham Grand Prix     | Birmingham | Royaume-Uni |
| 22 juillet 2011   | Meeting Herculis                | Monaco     | Monaco      |
| 16 septembre 2011 | Mémorial Van Damme              | Bruxelles  | Belgique    |

## Faits marquants
Lors de la finale, Sally Pearson est à 12 points, et Danielle Carruthers à 11 points. L'australienne Pearson est la grande favorite car elle est invaincue en 2011 et championne du monde depuis 2 semaines, mais elle chute alors qu'elle était en tête et c'est l'américaine Carruthers qui remporte les 40000 $.

## Résultats
| Date | Meeting                   | 1er                                | 1er   | 2e                               | 2e    | 3e                          | 3e    |
| --- | ------------------------- | ---------------------------------- | ----- | -------------------------------- | ----- | --------------------------- | ----- |
| 6 mai 2011 | Doha                      | Kellie Wells 12 s 58 (WL)          | 4 pts | Danielle Carruthers 12 s 64      | 2 pts | LoLo Jones 12 s 67          | 1 pt  |
| 26 mai 2011 | Rome                      | Dawn Harper 12 s 40 (SB)           | 4 pts | Kellie Wells 12 s 73             | 2 pts | Danielle Carruthers 12 s 80 | 1 pt  |
| 11 juin 2011 | New York vent : -3,7 m/s  | Danielle Carruthers 13 s 04        | 4 pts | Kellie Wells 13 s 06             | 2 pts | Tiffany Ofili 13 s 11       | 1 pt  |
| 30 juin 2011 | Lausanne vent : 3,3 m/s   | Sally Pearson 12 s 47              | 4 pts | Danielle Carruthers 12 s 48      | 2 pts | Tiffany Ofili 12 s 64       | 1 pt  |
| 10 juillet 2011 | Birmingham vent : 0,7 m/s | Sally Pearson 12 s 48 (AR, WL, MR) | 4 pts | Danielle Carruthers 12 s 52 (PB) | 2 pts | Ginnie Crawford 12 s 79     | 1 pt  |
| 22 juillet 2011 | Monaco vent : 0,9 m/s     | Sally Pearson 12 s 51              | 4 pts | Kellie Wells 12 s 58             | 2 pts | Tiffany Ofili 12 s 60 (NR)  | 1 pt  |
| 16 septembre 2011 | Bruxelles vent : 0,4 m/s  | Danielle Carruthers 12 s 65        | 8 pts | Yvette Lewis 12 s 77             | 4 pts | Kellie Wells 12 s 77        | 2 pts |
| Records et Performances - AR : Record continental (area record) - CR : Record des championnats (championship record) - MR : Record du meeting (meet record) - NR : Record national (national record) - OR : Record olympique (olympic record) - PR : Record paralympique (paralympic record) - PB : Record personnel (personal best) - SB : Meilleure performance personnelle de la saison (season's best) - WL : Meilleure performance mondiale de l'année (world leader) - WJR : Record du monde junior (world junior record) - WR : Record du monde (world record) Circonstances et Conditions - DNF : N'a pas terminé (did not finish) - DNS : N'a pas pris le départ (did not start) - DQ : Disqualification (disqualification) - NM : Aucun essai valable enregistré (No Mark) - Q : Qualifié « directement » au prochain tour (ou à la prochaine compétition), lors d'une compétition majeure, grâce au classement ou à la réalisation des minima (automatic qualifier) - q : Qualifié au prochain tour (ou à la prochaine compétition), lors d'une compétition majeure, grâce au repêchage ou à la réalisation de l'une des meilleures performances parmi celles des « non qualifiés directement » (grâce au meilleur temps ou à la meilleure distance par exemple) (secondary qualifier) |                           |                                    |       |                                  |       |                             |       |

## Classement général
- Classement final[1] :

| Rang | Athlète             | Points |
| ---- | ------------------- | ------ |
| 1    | Danielle Carruthers | 19     |
| 2    | Sally Pearson       | 12     |
| 3    | Kellie Wells        | 12     |
| 4    | Yvette Lewis        | 4      |